# Villa Hemmer Straße 3
Die Villa Hemmer Straße 3 in der niedersächsischen Kleinstadt Hemmoor-Warsade, Samtgemeinde Hemmoor, im Landkreis Cuxhaven, stammt aus dem 20. Jahrhundert.
Aktuell (2024) wird sie als Verwaltungsgebäude genutzt.
Das Gebäude steht unter Denkmalschutz (siehe auch Liste der Baudenkmale in Hemmoor).

## Geschichte und Beschreibung
Hemmoor ging 1968 aus den sechs ehemals selbständigen Gemeinden Basbeck, Warstade, Hemm, Westersode, Hemmoor und Heeßel hervor. Das nördliche Warstade wurde 1255 erstmals erwähnt. Die Portland Cementfabrik Hemmoor wurde 1866 gegründet und 1983 geschlossen und gehörte zu den größten Industrieunternehmen im nördlichen Elbe-Weser-Dreieck.
Das zweigeschossige Wohnhaus in Backstein auf einem Souterraingeschoss mit Walmdach, gegenüber dem ehemaligen Betriebsgelände, wurde 1922 für den Vorstand bzw. Direktor der Portland Cementfabrik Hemmoor AG gebaut. Nördlich befindet sich ein mittiger Giebelrisalit, davor eine zwölfstufige Freitreppe. Südlich ist ein Anbau mit Austritt im Obergeschoss und darüber ein Dachhaus mit Satteldach. An der Ostseite beleben mittige Fenstererker die Fassade. Die Gebäudeecken sind durch quaderimitierende Lisenen betont. Die Fensterstürze haben teilweise gemauerte Rundbögen. Die Giebeldreiecke im Risalit und beim Dachhaus sind durch Gesims- und Ortgangfriese abgesetzt.
Der baumbestandene Garten liegt nördlich der Villa mit westlicher Ausdehnung an der Hemmer Straße.
Die Umfassungsmauer von um 1922 an der Hemmer Straße am östlichen und nördlichen Rand des Areals führt darüber hinaus weiter nach Westen und nach Süden bis fast an das Gelände des heutigen Zement-Freilicht-Museums an der Cuxhavener Straße (B 73). Sie wird gegliedert durch den Wechsel von pfeilerartigen Stelen und schlichten Betonfertigteilscheiben, die ehemals von einem rautenförmigen Holzgitter bekrönt wurden. Die Toreinfahrt besteht aus drei Betonpfeilern mit zweiflügeligem Torgitter und Eingangstor. Auf den Torpfeilern sind Laternen und die schmiedeeisernen Torflügel sind ornamentiert.
Das Landesdenkmalamt befand u. a.: „… im zeittypischen Villenstil ….“